# 永平寺町立志比小学校
永平寺町立志比小学校（えいへいじちょうりつ しひしょうがっこう）は、福井県永平寺町谷口にある公立小学校。

## 沿革
- 1871年（明治4年）4月 - 大運寺に東古市小学校開設。
- 1872年（明治5年）4月 - 谷口村の西教寺に移し，谷口小学校と改称。
- 1876年（明治9年）4月 - 集成小学校（校舎大運寺）と知新小学校（花谷村に校舎を新設）の2小学校に分割。
- 1888年（明治21年）3月 - 2小学校を合併し、谷口村に簡易科谷口小学校を建築、尋常科を併置。
- 1891年（明治24年）4月 - 簡易科を廃し，下志比尋常小学校と改称。
- 1906年（明治39年）4月 - 轟区の見義尋常小学校を廃して本校に合併し、轟分教場とする。
- 1910年（明治43年）1月 - 本校に高等科を設置し、下志比尋常高等小学校と改称。
- 1920年（大正9年）4月 - 轟分教場を閉鎖し，冬季間のみの仮分教場とする。
- 1934年（昭和9年）12月 - 校舎の新築、移築完成。
- 1946年（昭和21年）4月 - 下志比村幼稚園を併設。
- 1954年（昭和29年）4月 - 町村合併により，志比村志比小学校に改称。
- 1955年（昭和30年）4月 - 志比堺が松岡町に編入し，9月より鳴鹿山鹿児童が本校へ委託。
- 1956年（昭和31年）4月 - 幼稚園が独立園舎へ移転。
- 1962年（昭和37年）9月 - 町制施行により永平寺町志比小学校と改称。
- 1964年（昭和39年）4月 - 鉄筋3階建校舎完成。
- 1965年（昭和40年）4月 - 管理棟，体育館完成。
- 1970年（昭和45年）7月 - 25mプール完成。
- 1971年（昭和46年）4月 - 特殊学級1学級設置。
- 1980年（昭和55年）4月 - 管理棟を平屋から３階建に改築完成。
- 1998年（平成10年）8月 - 児童用パソコン16台を増設（合計20台）設置。
- 2009年（平成21年）11月 - 校舎西側耐震補強工事完了。
- 2010年（平成22年）4月 - 太陽光発電施設整備工事。
- 2011年（平成23年）12月 - 体育館耐震補強工事完了。
- 2013年（平成25年）
  - 8月 - 特別校舎耐震工事完了。
  - 11月 - パソコンルームコンピュータ整備。

## 通学区域
法寺岡・東古市・高橋・谷口・花谷・光明寺・轟・飯島・鳴鹿山鹿・山

## 進学先中学校
- 永平寺町立永平寺中学校

## 学区 / 校区内の主な施設
- 永平寺町役場永平寺支所
- 志比郵便局

## 交通
- えちぜん鉄道下志比駅から 徒歩 6 分
- えちぜん鉄道永平寺口駅から 徒歩 8 分